# Порто Адзуро
По̀рто Адзу̀ро (на италиански: Porto Azzurro) е градче и община в Централна Италия, провинция Ливорно, регион Тоскана. Разположено е на 3 m надморска височина, на източния бряг на остров Елба. Населението на общината е 3679 души (към 2018 г.).
Това е една от седемте общини в острова Елба. До 1947 г. името на общината е Порто Лонгоне (Porto Longone).